# Hieronim Durski
Hieronim Durski (ur. 1817 lub 24 września 1824 w Poznaniu, zm. 1903 lub 1905 w Campo Largo) – polski pedagog i działacz polonijny.

## Życiorys
Urodził się w 1817 lub 24 września 1824 w Poznaniu. W 1851 roku wyemigrował do Brazylii, osiedlając się początkowo wraz z rodziną w regionie, gdzie większość stanowili imigranci z Niemiec. W 1863 przeniósł się do stanu Paraná, gdzie w 1876 założył pierwszą w Brazylii polską szkołę w osadzie Orleans nieopodal Kurytyby. W 1893 roku wydano jego Elementarz dla polskich szkół w Brazylii w języku polskim i portugalskim. Zmarł w 1903 lub 1905 w Campo Largo.